# Aeschropteryx praecurvata
Aeschropteryx praecurvata är en fjärilsart som beskrevs av W. Warren 1904. Aeschropteryx praecurvata ingår i släktet Aeschropteryx och familjen mätare. Inga underarter finns listade i Catalogue of Life.